# Soumaya Ahouaoui
Soumaya Ahouaoui (Utrecht, 14 oktober 1986) is een Nederlands actrice.

## Levensloop
Ahouaoui is afkomstig uit een traditioneel Marokkaans gezin met als thuisbasis Tanger. Haar vader was laboratoriumassistent aan de Rijksuniversiteit Utrecht. Ze kreeg haar basisopleiding aan de Jenaplanschool in de wijk Wittevrouwen (1991-1999) en College Blaucapel (1999-2005). Al in die jaren zat ze op toneel (bijvoorbeeld Growing Up in Public), had weekendles Arabisch en beoefende karate, waar ze jeugdkampioen in werd en haalde uiteindelijk de zwarte dan; ze was in die jaren fan van de films van Jean-Claude van Damme. Ze studeerde van 2005 tot 2007 farmacie/scheikunde aan de Universiteit Utrecht. Al die zaken wisselde ze in voor de Toneelschool Amsterdam (2008-2012), acteren vond ze leuker dan al het andere.
Ahouaoui maakte in februari 2013 haar acteerdebuut als televisieactrice in de VPRO-serie Bellicher waarin ze de rol van Lisa vertolkte. Hierna was Ahouaoui te zien in diverse televisieseries, waaronder Noord Zuid, Flikken Maastricht en Nieuw Zeer.
In 2019 maakte Ahouaoui haar debuut als filmactrice in de korte film Als ik jou niet had. Drie jaar later, in juni 2022, maakte ze haar debuut op het witte doek toen ze de rol van Yasmine vertolkte in de bioscoopfilm Marokkaanse bruiloft. In de jaren die volgde speelde Ahouaoui mee in verschillende films, waaronder Zwanger & Co, Faithfully Yours en Leeuwin.
Anno 2024 is ze verbonden aan de De Avondshow met Arjen Lubach, waar ze optreedt als 'correspondent' of 'politiek verslaggever'. Daarnaast speelt ze een van de hoofdrollen in Zina, een tv-serie van KRO-NCRV en speelt ze Julia in de klassieker Romeo en Julia bij het Het Nationale Theater. In februari 2025 staat ze met Ellen ten Damme en Lars Brinkman op het podium van het Koninklijk Concertgebouw met Spraakmakers; vertellingen begeleid door het Strijkkwartet van Maurice Ravel. Zij vertelt Designerbaby's.
Privé is Ahouaoui liefhebber van absurdistisch werk in de trant van Wim T. Schippers en Arjan Ederveen.

## Filmografie

### Film
- 2019: Als ik jou niet had, als Naima
- 2021: Seeds
- 2022: Marokkaanse bruiloft, als Yasmine
- 2022: Zwanger & Co, als Ina
- 2022: Faithfully Yours, als griffier
- 2023: Mascotte, als Fatima
- 2023: Leeuwin, als Nicky
- 2023: Eerste hulp bij Kerst, als Shanti
- 2024: De mooiste dag, als Meriam
- 2025: Dubbel zes, als Puck

### Televisie

#### Als actrice
- 2013: Bellicher, als Lisa
- 2014: A'dam - E.V.A., als Rashida
- 2015: Noord Zuid, als Hamadi
- 2015: Flikken Maastricht, als Hamida El Idrissi
- 2015: Volgens Jacqueline, als Bouchra
- 2016: Land van Lubbers, als Ghaaliya
- 2020-heden: Het Klokhuis, als verschillende personages
- 2021: Nieuw Zeer, als verschillende personages
- 2021-2024: Zina, als Amal Mourabit
- 2022: Het gouden uur, als Shannon van Aalst
- 2023: Dertigers, als huisarts
- 2023: Flikken Rotterdam, als Marjolijn Hanssen
- 2024: Nemesis, als Ellen van Raat

#### Overig
- 2023-2024: De Avondshow met Arjen Lubach, als politiek verslaggeefster
- 2023: LOL: Last One Laughing, als deelneemster

## Theater
- 2014: Romeo en Julia
- 2018-2019: Melk en Dadels
- 2019: Small Town Boy
- 2020-2021: Spoonface
- 2022: Hebriana
- 2022: Hebriana
- 2022: Leedvermaaktrilogie met Het Nationale Theater. Volgens Ahouaoui een drieluik van Judith Herzberg, in 1989 al verfilmd door Frans Weisz
- 2022: Erik of het klein insectenboek
- 2025: Moeder Courage